# Preferowane modalności sensoryczne
Zasugerowano, aby zintegrować ten artykuł z artykułem Submodalności. Nie opisano powodu propozycji integracji.
Preferowana modalność sensoryczna – inaczej „podstawowa reprezentacja zmysłowa” (PRZ) – to według NLP cecha określająca dominujący u danej osoby rodzaj zmysłu, która  odzwierciedla się także w mowie tej osoby. 
Wyróżnia się trzy podstawowe modalności sensoryczne: 
- Wzrokowa – Wzrokowiec używa takich słów jak: widzieć, patrzeć, dostrzegać, przeoczyć, jasny, ciemny, kolorowy, świetlana perspektywa, cień wątpliwości
- Słuchowa – Słuchowiec używa takich słów jak: powiedzieć, szeptać, krzyczeć, szurać, dźwięczny, głuchy, śpiewny, co słychać, nadawać na tej samej fali, prawdę mówiąc
- Czuciowa (kinestetyczna) – Kinestetyk używa takich słów jak: czuć, dotknąć, ogrzać, sparzyć, lekki, ciężki, szorstki, miękki, jak się czujesz, ostry język, ciężka ręka, poczuć się dotkniętym.

Inne modalności (zapachowa, smakowa, itp.) mają być nader rzadkie.
Człowiek może mieć inną modalność wewnętrzną, a inną zewnętrzną, to znaczy innych modalności używać do konstruowania myślowych wyobrażeń, a inną ujawniać w mowie i mowie ciała.
Według NLP do osiągnięcia porozumienia między rozmawiającymi osobami konieczna jest ta sama PRZ, gdyż inna powoduje odmienny odbiór, zrozumienie i przeżywanie tej samej sytuacji. Umiejętność chwilowego dopasowania swojego PRZ do PRZ klienta jest też podstawową cechą terapeuty kryzysowego.

## Krytyka
Istnienie preferencji odnośnie do modalności sensorycznych  było sprawdzane w wielu eksperymentach, lecz nie zostało przekonująco udowodnione. Rzeczywiście ludzie mają różne przyzwyczajenia, jeśli chodzi o dobór słownictwa, jednak częstsze używanie słów z jednej modalności nie pociąga za sobą częstszego użycia innych słów z tej modalności. Badając statystycznie czyjeś wypowiedzi, nie da się stwierdzić, do której modalności należy, co stawia całą ideę pod znakiem zapytania.
Próby dostosowania się terapeuty do modalności klienta faktycznie czasem dają dobre rezultaty, ale próby dostosowania się do jakichkolwiek innych cech klienta (tempo oddechu, szybkość mowy, wysokość głosu, itp.) również dają dobre rezultaty. Ogólnie zwracanie uwagi na jakiekolwiek cechy wypowiedzi drugiej osoby buduje z tą osobą porozumienie (efekt tzw. rapportu), nie jest to więc żaden dowód na istnienie preferowanych modalności sensorycznych.
Nie potwierdzono doświadczalnie, że można skuteczniej uczyć się, wykorzystując preferowane zmysły.